# Sotome Tatsumi
Sotome Tatsumi (sinh ngày 22 tháng 6 năm 1999) là một cầu thủ bóng đá người Nhật Bản.

## Sự nghiệp câu lạc bộ
Sotome Tatsumi hiện đang chơi cho Tochigi SC.